# Organizmy antarktyczne

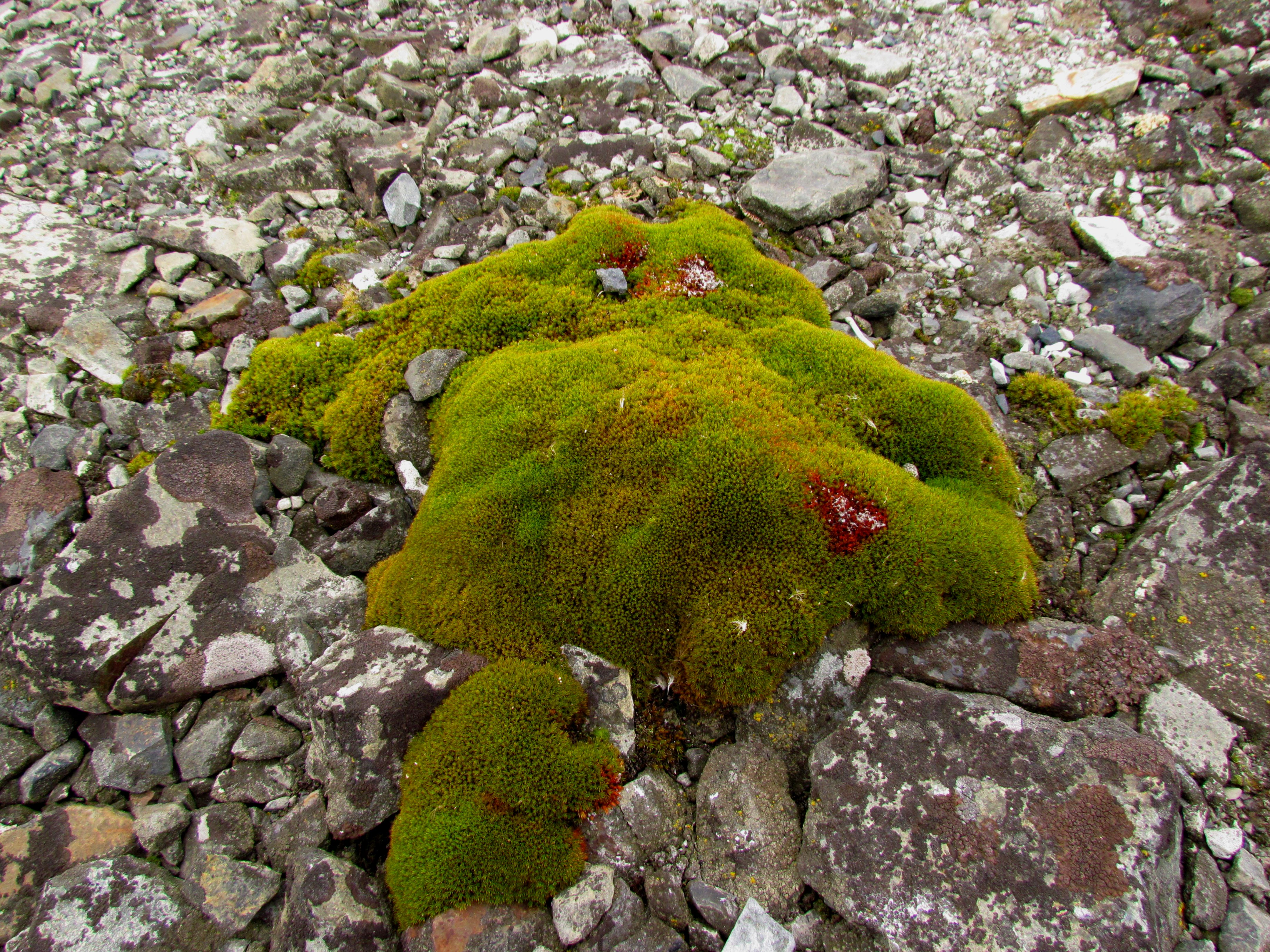
Mech na skałach Półwyspu Antarktycznego

Organizmy antarktyczne – gatunki roślin i zwierząt przystosowane do skrajnych warunków panujących w Antarktyce. Z kręgowców występują tu tylko ptaki (16 gatunków reprezentujących m.in. pingwiny i mewowate) i ssaki (kilka gatunków płetwonogich i waleni), ze stawonogów – nieliczne roztocze, muchówki i owady bezskrzydłe. Z roślin mchy i jedynie 2 gatunki roślin naczyniowych: śmiałek antarktyczny i kolobant antarktyczny. Od XX w. na wyspach Antarktyki występują sporadycznie inne gatunki roślin zawleczone przez człowieka (antropofity), zwłaszcza wiechlina roczna. Poza tym występują tu porosty i glony.